# Alastair Martin
Alastair Bradley Martin (* 11. März 1915 in New York City; † 12. Januar 2010) war ein US-amerikanischer Tennisspieler und Präsident der USTA.

## Biographie
Alastair Martin gewann neunmal das Tenniseinzel (1933, 1941, 1950–1956) und ist zehnmaliger Sieger im Doppel der amerikanischen Amateurmeisterschaften. Martin war 1969/70 Präsident der „United States Tennis Association“ (USTA), in einer Zeit kurz nach dem Start der Open-Era, die 1968 begann. 1974 erfolgte seine Aufnahme in die International Tennis Hall of Fame.